# Synagoga chasydów z Góry Kalwarii w Piotrkowie Trybunalskim
Synagoga chasydów z Góry Kalwarii w Piotrkowie Trybunalskim – synagoga znajdująca się w Piotrkowie Trybunalskim przy ulicy Zamurowej.
Synagoga została założona w XIX wieku przez chasydów z Góry Kalwarii, zwolenników cadyków z dynastii Alterów. Znajdowała się w kamienicy, na drugim piętrze, w prywatnym mieszkaniu Naftaliego Frankela. Obok sali modlitewnej znajdowały się również pomieszczenia do studiowania Tory, Talmudu i innych ksiąg.
Podczas II wojny światowej, hitlerowcy zdewastowali synagogę. Po zakończeniu wojny nie reaktywowana.